# Α-酮戊二酸
α-酮戊二酸（英語：α-Ketoglutaric acid）是戊二酸的两种带酮基的衍生物中的一种（如果不特别说明，“酮戊二酸”这个术语大多数指的就是α型。β-酮戊二酸只是酮基的位置不同而已，并且不太常用）。
这种物质的阴离子，α-酮戊二酸盐是一种重要的生物化合物。它是谷氨酸脱氨基的酮酸产物，并且是三羧酸循环的中间产物。

## 功能

### 三羧酸循环
α-酮戊二酸是三羧酸循环中的一个关键物质，在循环中的位置位于异柠檬酸之后以及琥珀酰辅酶A之前。在这一部位，回补反应可以通过自谷氨酸的转氨基作用产生α-酮戊二酸而达到补充此中间代谢产物的目的，通过谷氨酸脱氢酶作用于谷氨酸也可以达到这一目的。

### 生成氨基酸
谷氨酸在谷氨酰胺合酶的作用下可以生成谷氨酰胺，此酶使用一分子ATP以产生谷氨酰磷酸盐；这一中间产物被作为亲核试剂的氨攻击，从而形成谷氨酰胺与无机磷酸。

### 氮素运载体
α-酮戊二酸的另一个作用是结合细胞中形成的氮素，因此阻止了细胞中氮素的过度积累。
α-酮戊二酸是代谢途径中最重要的氮素运载体之一。氨基酸的氨基通过转氨基作用被结合到α-酮戊二酸之上，并随着血液载到肝脏，在肝脏中氨进入尿素循环。
α-酮戊二酸被转氨基化后与谷氨酰胺一起形成兴奋性神经递质谷氨酸。谷氨酸之后可被脱羧（需要维生素B6）从而形成抑制性神经递质GABA。
据报道，蛋白质摄入过多、接触铝过多、雷氏症候群、肝硬化以及尿素循环紊乱时会产生高氨或高氮素水平。

### 与氧分子的关系
在涉及到分子氧的氧化反应时，α-酮戊二酸以作为共底物的形式发挥重要作用。
分子氧（O2）在加氧酶的催化下直接氧化许多化合物以为生物体产生重要的产物，例如抗生素类等。在加氧酶中，α-酮戊二酸与主要底物一同被氧化从而帮助反应的进行。事实上，有一种α-酮戊二酸依赖型加氧酶的作用是作为一个O2传感器，这样可以告诉生物体此种环境下的氧气分压水平。

### 膳食补充品
α-酮戊二酸作为膳食补充品出售，商品名为AKG或a-KG，卖给健身爱好者或健美运动员，销售方声称这种物质可以提高训练顶峰时的表现。销售方声称这是基于“研究表明过多的氨可以结合到α-酮戊二酸上被带走以减少氨中毒带来的众多问题”。然而，表现出α-酮戊二酸可以减少氨中毒有效的唯一研究仅仅用于已进行血液透析的患者。

## 产物
α-酮戊二酸可由下列过程产生：
- 由异柠檬酸脱氢酶催化下进行的异柠檬酸氧化脱羧；
- 由谷氨酸脱氢酶催化下进行的谷氨酸氧化脱氨。

α-酮戊二酸可以用于产生下列物质：
- 肌酸-α-酮戊二酸